# Gmina Lučani
Gmina Lučani (serb. Opština Lučani / Општина Лучани) – gmina w Serbii, w okręgu morawickim. W 2018 roku liczyła 18 602 mieszkańców.